# Christin Neddens

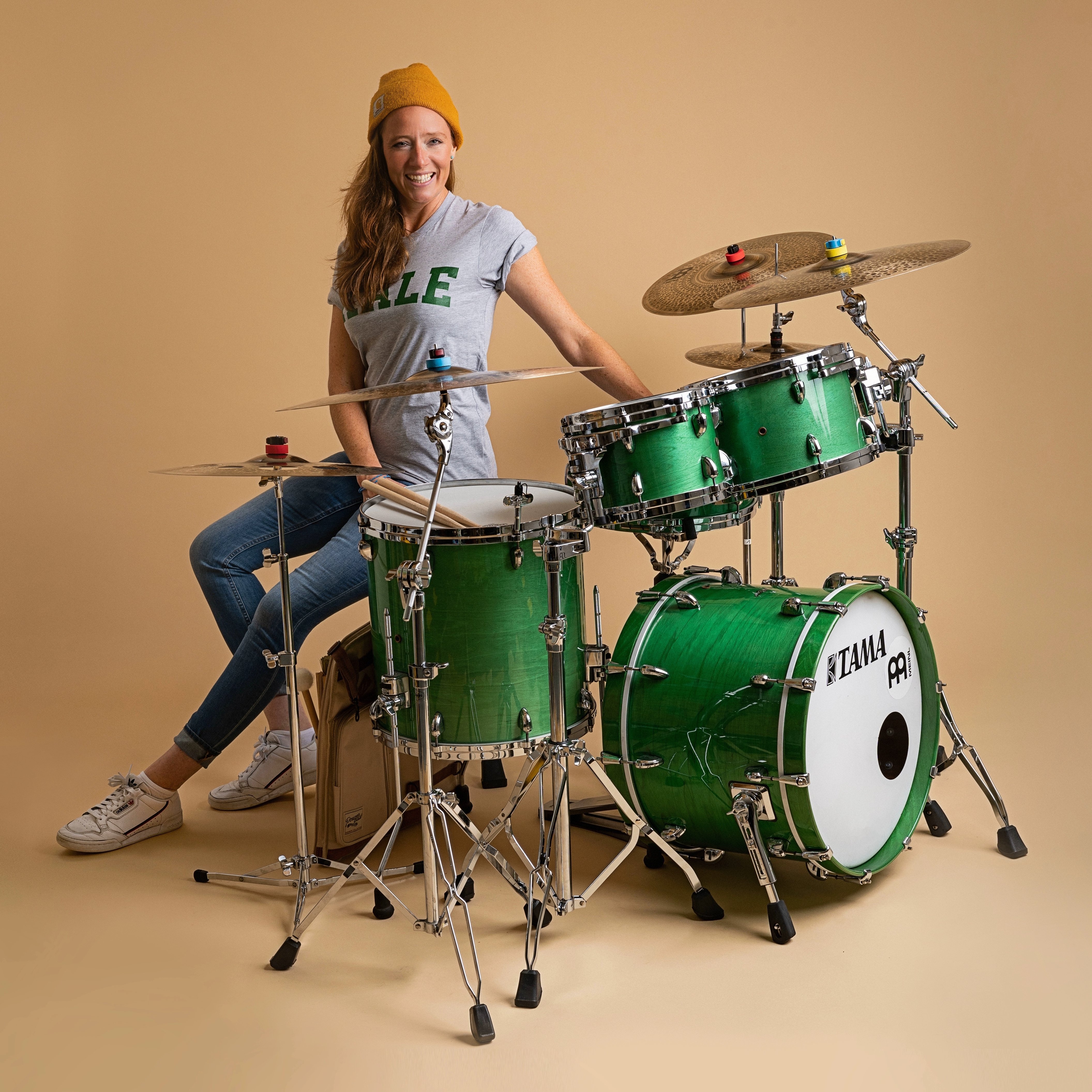
Christin Neddens (2023)

Christin Neddens (* 13. Oktober 1986 in Uelzen) ist eine deutsche Jazz- und Fusion-Schlagzeugerin. Sie arbeitet als Live- und Studio-Drummerin.

## Ausbildung
Neddens kommt aus einer musikalischen Familie und begann in frühester Kindheit Akkordeon zu spielen, bevor sie im Alter von sieben Jahren zum Schlagzeug und Klavier wechselte. Nach dem Abitur studierte sie bei Heinz Lichius an der Hochschule für Musik, Theater und Medien Hannover, bei Ralph Peterson Jr. und Steve Altenberg am Prins Claus Conservatorium in Groningen (Niederlande), an der University Of Southern California in Los Angeles (USA) bei Peter Erskine (ferner bei Jeff Hamilton) und später bei Holger Nell an der Hochschule für Musik und Theater in der Hansestadt Hamburg, wo sie auch heute noch lebt. 2016 nahm sie am Popkurs teil und spielte in  Large Ensembles unter der Leitung von Jiggs Whigham.

## Karriere
Neddens gastierte auf internationalen Festivals in Skandinavien, dem Mittleren Osten, Südeuropa, Indien, Afrika, China und den USA. In Deutschland trat sie bei JazzBaltica, Elbjazz und den Leverkusener Jazztagen auf. Ihr Schlagzeug-Spiel wurzelt im amerikanischen Jazz- und Big-Band-Drumming und weist eine Mixtur aus R'n'B-, Pop-, Soul- und Modern Fusion-Elementen auf.
Neddens spielte mit den Jazzmusikern Nils Landgren und Helge Schneider und den Pop-Künstlern Rea Garvey, Calum Scott und Silbermond. Sie gastierte bei der NDR Bigband und wirkte bei der Carolin Kebekus Show mit. Sie schrieb die Filmmusik zu Heikko Deutschmanns Kurzfilm „Noch ein Seufzer und es wird Nacht“, der 2017 auf ARD und Arte gezeigt wurde, und erscheint als Komponistin mit eigenen instrumentalen Fusion-Formationen.
Neddens hatte im Mai 2025 166.000 Follower auf Instagram.

## Diskographische Hinweise

### LPs
- Christin Neddens als Drummerin von Grenzbereiche, Grenzbereiche, 2011, Schoener Hören Music[11]
- „Ten Wishes“, Bajazzo, 2019, Raumer Records[12]

### Filmmusik
- Filmmusik[13] zu Heikko Deutschmanns Kurzfilm „Noch ein Seufzer und es wird Nacht“[6][14]

### Singles
- Christin Neddens Orange Line „Buttermilk“ (Eigenvertrieb) 2019
- Christin Neddens Orange Line „Echo Park“ (Eigenvertrieb) 2019

## Werke

### Lehrbücher
- Christin Neddens' Creative Flow – Das ultimative Drum Practice Workout (Deutsch), Alfred Publishing, Köln, 2025 ISBN 978-3-947998-17-3
- Christin Neddens' Creative Flow (englisch) – The ultimate Drum Practice Workout, Alfred Publishing, Köln, 2025 ISBN 978-3-947998-18-0

## Hörfunkfauftritte
- 2022: Jazz – Round Midnight, Lady Liberty #22: Die Schlagzeugerin Christin Neddens, NDR Kultur[2]
- 2020: Christin Neddens' Orange Line live beim Hamburger Jazz Open 2020, NDR Info[15]